# Моффат, Майк
Майк Моффат (англ. Mike Moffat, 27 июля 1982, Калгари, Альберта) — канадский саночник, выступающий за сборную Канады с 2000 года. Участник трёх зимних Олимпийских игр, многократный призёр национального первенства.

## Биография
Майк Моффат родился 27 июля 1982 года в городе Калгари, провинция Альберта. Активно заниматься санным спортом начал в возрасте восьми лет, в 2000 году прошёл отбор в национальную сборную и в паре Грантом Альбрехтом стал ездить выступать на различные международные соревнования. В том же сезоне дебютировал на этапах Кубка мира, сразу поднявшись в общем зачёте до тринадцатого места. Не менее успешно провёл и чемпионат мира в родном Калгари, где финишировал шестым, тогда как в зачёте смешанных команд расположился на седьмой строке. Помимо двухместных саней пробовал также выступать в мужском одиночном разряде, но не так удачно.
Благодаря череде неплохих результатов в 2002 году Моффат удостоился права защищать честь страны на зимних Олимпийских играх в Солт-Лейк-Сити, где финишировал двенадцатым в двойке с Альбрехтом. Сразу после Игр Майк стал выступать вместе со своим старшим братом Крисом Моффатом, который до этого был партнёром Эрика Потье. Первое время пара Альбрехт/Потье шла впереди братьев Моффат, но уже в кубковом сезоне 2005/06 они вырвались вперёд, попав на одиннадцатую строчку мирового рейтинга сильнейших саночников.
В 2006 году братья отправились на Олимпиаду в Турин, но не смогли добраться там до призовых мест, приехав девятыми. Сезон 2006/07 окончили на десятом месте общего зачёта Кубка мира, тогда как на мировом первенстве в австрийском Иглсе финишировали двенадцатыми. В следующем сезоне после всех кубковых этапов были четырнадцатыми, а на чемпионате мира в немецком Оберхофе закрыли десятку лучших. Приблизительно в том же ключе проходили и все последующие их выступления, Моффаты часто показывали неплохой результат, но обычно размещались в турнирных таблицах между десятым и двадцатым местами. В 2010 году пытались завоевать медали на домашней трассе Олимпийских игр в Ванкувере, но по итогам всех заездов оказались лишь на седьмой позиции. Конкуренция в сборной на тот момент сильно возросла, поэтому вскоре братья приняли решение завершить карьеру профессиональных спортсменов, уступив место молодым канадским саночникам, в частности, на передний план в команде вышли перспективные Тристан Уокер и Джастин Снит.